# غلين فيليبس (موسيقي)
غلين فيليبس (بالإنجليزية: Glenn Phillips)‏ هو موسيقي أمريكي، ولد في القرن العشرين.

## وصلات خارجية
- الموقع الرسمي
- غلين فيليبس على موقع ميوزك برينز (الإنجليزية)
- غلين فيليبس على موقع ديسكوغز (الإنجليزية)